# Droxinavir
Droxinavir (còn được gọi là SC 55389A) là một chất ức chế protease thử nghiệm được nghiên cứu bởi Pharmacia như một phương pháp điều trị nhiễm HIV. Nghiên cứu và phát triển của nó đã bị ngừng vào ngày 06 tháng 3 năm 1995.